# Marcin Gruszczyński
Marcin Gruszczyński herbu Poraj (zm. między styczniem a marcem 1470 roku) – doktor prawa kanonicznego, prepozyt kruszwicki w 1465 roku, scholastyk płocki w 1463 roku, kanonik gnieźnieński, sandomierski, łęczycki, krakowski i włocławski. 
Syn Jana i Małgorzaty Naramowskiej, był bratem arcybiskupa gnieźnieńskiego Jana Gruszczyńskiego. W 1443 roku wpisał się na Uniwersytet
Krakowski, na początku lat pięćdziesiątych udał się na studia do Bolonii, gdzie pod koniec kwietnia 1455 roku uzyskał doktorat z prawa kanonicznego.